# اودت ویلکیه
اودت ویلکیه (به لهستانی:  Ełdyty Wielkie) یک روستا در لهستان است که در گمینا لوبومینو واقع شده‌است. اودت ویلکیه ۱۶۰ نفر جمعیت دارد.